# Orkounou
Orkounou est une localité du département de Tiankoura, dans la province du Bougouriba (région du Sud-Ouest) au Burkina Faso. En 2006, cette localité comptait 459 habitants dont 54.5% de femmes.